# Nicolaas Casembroot
Nicolaas Casembroot (ca. 1535 - Sluis, 9 juni 1584) was burgemeester van Brugge tijdens de calvinistische periode.

## Levensloop
De Casembroots (oorspronkelijk Casebon) waren een Italiaanse familie, van wie Casper Casembroot, zoon van Otto, zich rond 1430 in Damme en Brugge kwam vestigen.
Nicolaes was een zoon van Lenaert van Casembroot sr en Godelieve Brest en een jongere halfbroer van Johannes Casembroot. Lenaert was bij herhaling schepen van de stad Brugge en in 1554 werd hij burgemeester van de raadsleden.
Nicolaas trouwde met Anna Wynckelman en ze waren de ouders van Josse, Maria, Anna en Barbara Casembroot.
Hij werd schepen van de stad in 1568, raadslid in 1570 en opnieuw schepen in 1571. Hij verdween toen volledig uit het bestuur en verscheen plots weer, thans calvinist geworden, op 2 september 1582, in opvolging van Jacob de Chantraines als burgemeester van de schepenen. Hij oefende dit ambt uit tot hij op 28 maart 1584 moest wijken voor de teruggekeerde katholieke machthebbers en de delegatie leidde die de stad overgaf aan landvoogd Alexander Farnese. Hij vluchtte naar Sluis en overleed er enkele weken later.

## Genealogie
- Caspar Casembroot Ottozn (Gaspard Casebon) (Fossano (Piemonte) - Brugge 24 september 1543), trouwde in Brugge met Marie Reyphins.
  - Lenaert Casembroot (Brugge 3 maart 1451 - 16 augustus 1514), trouwde in 1484 in Brugge met Barbe Clémence van Nieuwkerke.
    - Lenaert Casembroot (Brugge 2 november 1495 - 26 december 1558), doctor in beide rechten, trouwde met Marie Reyvaert en in tweede huwelijk met Godelieve Brest. Hij was in Brugge: schepen 1542, 1544, 1545, 1547, 1549, 1552, 1556, raad 1548, 1550, 1554, 1555, hoofdman 1551, burgemeester van de raadsleden 1554.
      - Johannes Casembroot (ca. 1525 - 1568).
      - Nicolaas Casembroot (1535-1584), heer van Oostwinckel, burgemeester van de schepenen van Brugge, trouwde met Anna Wynckelman.
        - Joost de Casembroot trouwde met Sebastiana van Maldegem. Het gezin bleef kinderloos.

      - Leonard van Casembroot (1540-1604) was pensionaris van Brugge en voorzitter van de Raad van State van Holland.